# 里夫鎮區 (愛荷華州富蘭克林縣)
里夫鎮區（英語：Reeve Township）是美國愛荷華州富蘭克林縣的16個鎮區之一。截至2010年美國人口普查，其人口為262，共135住房。

## 歷史
里夫鎮區於1855年成立。

## 地理
根據2010年美國人口普查，該鎮的總面積為35.59平方英里（92.2平方），其中土地面積35.59平方英里（92.2平方），水域面積為0平方英里（0平方）。